# Амброжов
Амброжов (пољ. Ambrożów) је село у Пољској које се налази у војводству Светокришком у повјату Стараховицком у општини Павлов.
Од 1975. до 1998. године ово насеље се налазило у Кјелецком војводству.